# Erik Cederstråhle
Erik Carl Johan Cederstråhle, född 16 oktober 1835, död 7 mars 1886 i Rio de Janeiro, var en svensk diplomat.
Cederstråhle var son till hovrättsrådet Johan Kasimir Cederstråhle. Han blev student vid Uppsala universitet 1854, filosofie kandidat 1862 och filosofie doktor 1866. 1862 blev han extraordinarie kanslist i finansdepartementet, bevistade riksdagarna 1862-63 och 1865-66 och var därunder bland annat ledamot av förstärkta bevillningsutskottet 1865-66. Cederstråhlbe blev andre sekreterare i utrikesdepartementet 1863, legationssekreterare i Berlin 1866. Han var tillförordnad chargé d'affaires upprepade gånger åren 1867-69, 1873, 1877 och 1879, tillförordnad expeditionssekreterare och chef för politiska avdelningen i utrikesdepartementet 1869-1871. Han var legationssekreterare i Washington, D.C. 1870 och i Rom 1872, expeditionssekreterare och chef för handels- och konsultavdelningen i utrikesdepartementet 1873 och legationsråd i Wien 1877. Cederstråhle utsågs 1879 till generalkonsul och chargé d'affaires i Rio de Janeiro där han 1886 avled i gula febern.
Cederstråhle blev 1873 riddare av Nordstjärneorden, 1884 kommendör av Vasaorden, och innehade dessutom flera utländska ordnar.